# Numeración mexica
Los mexicas utilizaban un sistema de numeración vigesimal (de base 20), similar al de otras civilizaciones mesoamericanas. Este sistema usaba glifos que representaban ciertos valores, los cuales se combinaban siguiendo el principio aditivo.

## Glifos
Los mexicas usaban puntos de diversos colores para representar unidades en sus códices como también el dibujo de un dedo, para representar las veintenas usaron el glifo de una bandera llamado pantli, para representar el número 400 usaron el esquema del cabello , para representar el número 8000 usaron el glifo de una bolsa de copal.

Bandera (pantli) representa 20

Cabello (tzontli) representa 400

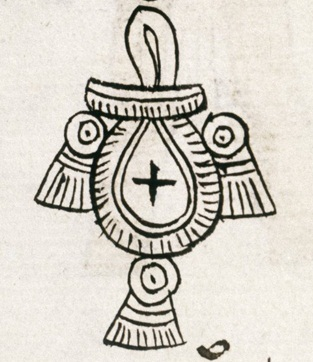
Bolsa de copal en el Códice Mendoza, símbolo del sacerdocio azteca y representaba el número 8.000

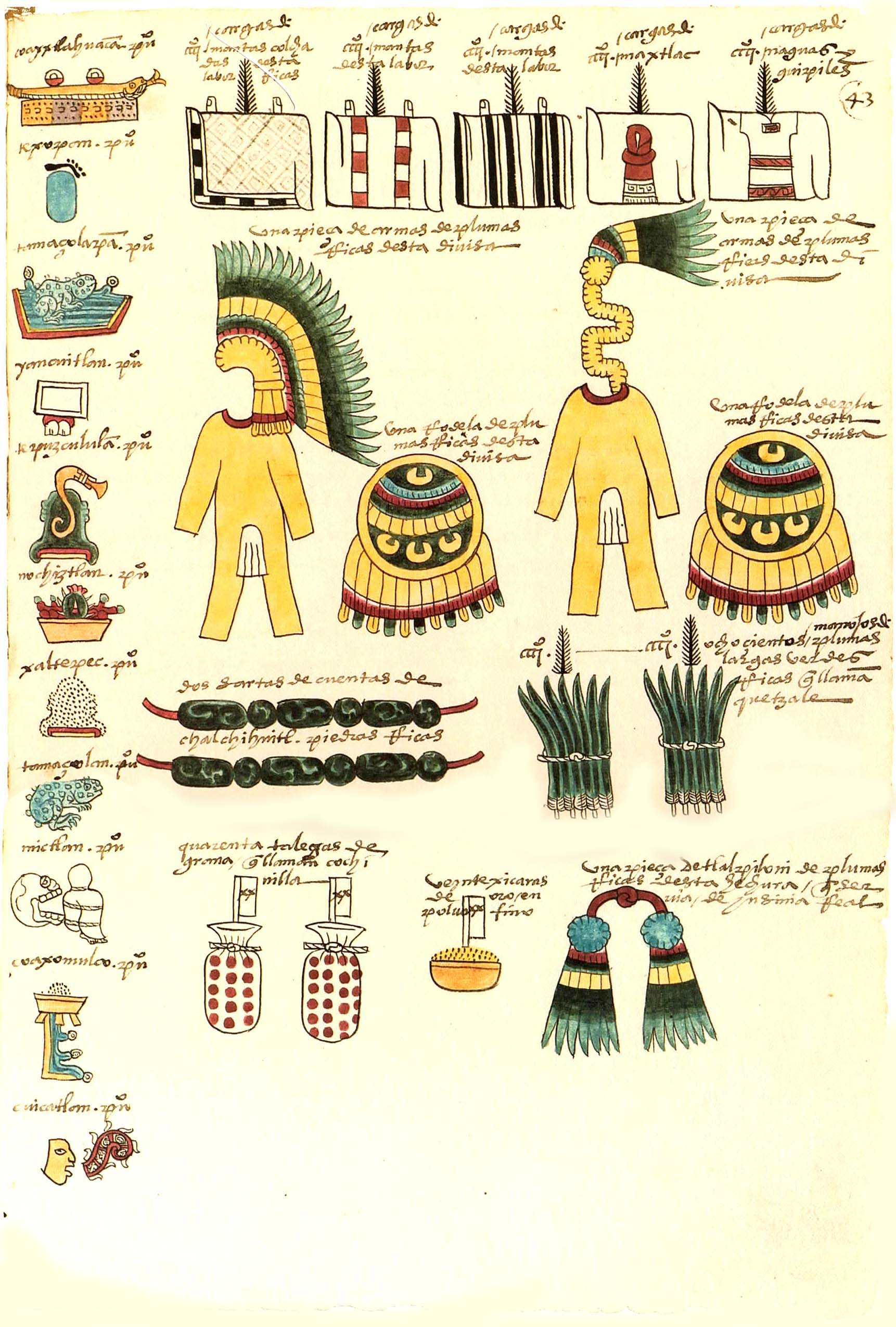
Página del códice Mendoza que indica los tributos recibidos por los españoles de los aztecas